# Biedershausen

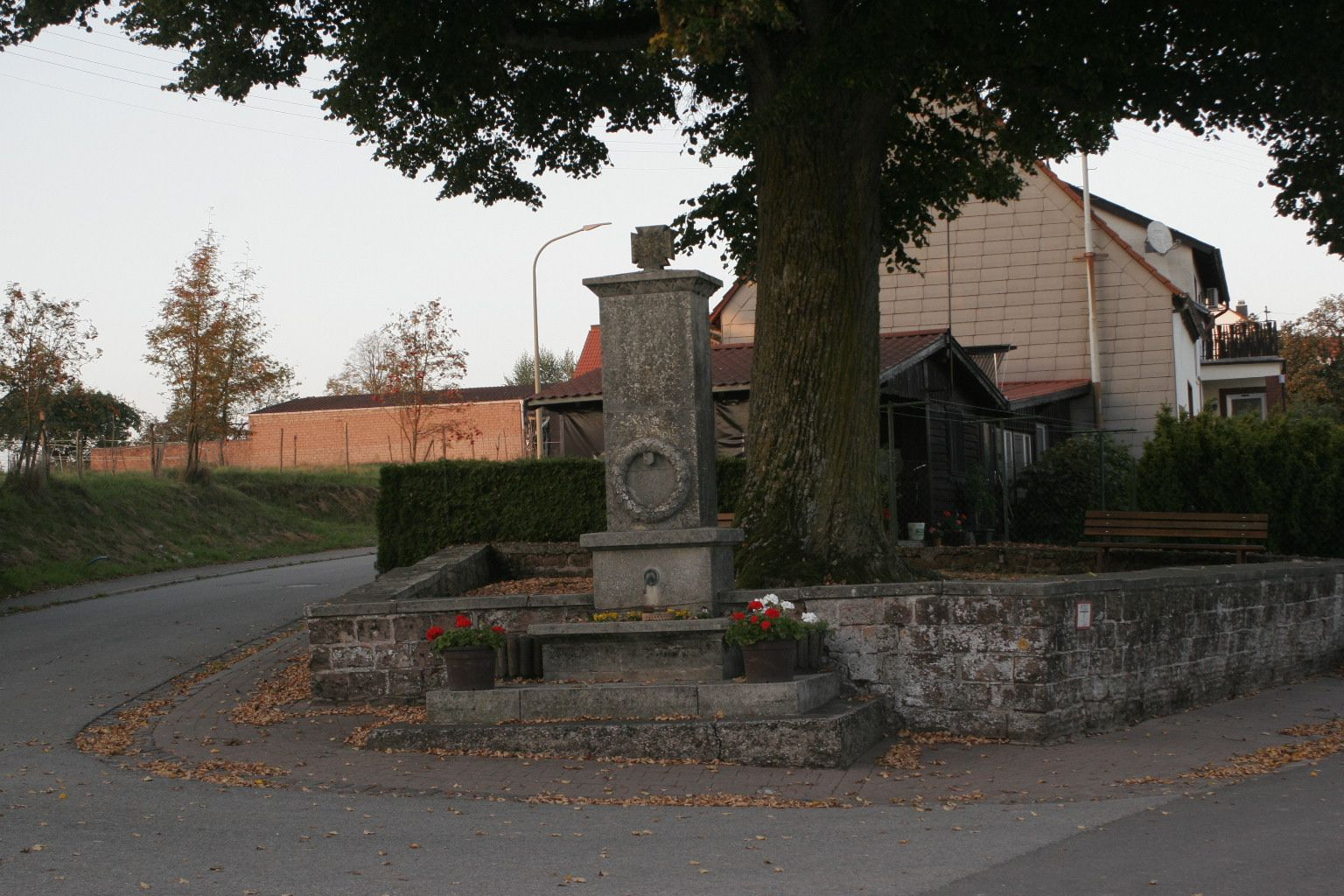
Ortsbild von Biedershausen

Biedershausen ist eine Ortsgemeinde im Landkreis Südwestpfalz in Rheinland-Pfalz. Sie gehört der Verbandsgemeinde Thaleischweiler-Wallhalben an, innerhalb derer sie gemessen an der Fläche die kleinste und gemessen an der Einwohnerzahl die drittkleinste Ortsgemeinde darstellt.

## Geographie
Biedershausen liegt auf der Sickinger Höhe im Nordwesten des Landkreises. Im Osten befindet sich Wallhalben, südlich liegen Schmitshausen und Winterbach und im Westen liegt Krähenberg. Von der Gemarkungsfläche werden 70 Prozent landwirtschaftlich genutzt, weitere 22 Prozent sind Wald (Stand 2011). Durch den östlichen Teil der Gemarkung – jedoch abseits des Siedlungsgebiets – fließt in Nord-Süd-Richtung der Winterbach, ein linker Nebenfluss des Auerbachs.

## Geschichte
Der Ort wurde im Jahre 1315 erstmals urkundlich erwähnt.
Biedershausen gehörte bis zum Ende des 18. Jahrhunderts zum Herzogtum Pfalz-Zweibrücken und war dem Oberamt Zweibrücken untergeordnet. Nach der Besetzung des linken Rheinufers durch französische Revolutionstruppen (1794) gehörte der Ort von 1798 bis 1814 zum Kanton Homburg im Département Donnersberg und unterstand der Mairie Großbundenbach. Im Jahr 1802 hatte Biedershausen einschließlich der nördlich gelegenen Pletschmühle 164 Einwohner, 159 waren Reformierte und 27 Lutheraner.
Aufgrund der auf dem Wiener Kongress (1815) getroffenen Vereinbarungen und einem zwischen Österreich und Bayern geschossenen Vertrag kam die Pfalz 1816 zum Königreich Bayern. Unter der bayerischen Verwaltung gehörte Biedershausen von 1817 an zum Landkommissariat Homburg im Rheinkreis, das 1862 in ein Bezirksamt umgewandelt wurde. 1868 wurde die Gemeinde in das Bezirksamt Zweibrücken umgegliedert
Ab 1939 war der Ort ein Bestandteil des Landkreises Zweibrücken. Nach dem Zweiten Weltkrieg wurde Biedershausen innerhalb der französischen Besatzungszone ein Teil des damals neu gebildeten Landes Rheinland-Pfalz. Im Zuge der ersten rheinland-pfälzischen Verwaltungsreform wechselte sie 1972 in den Landkreis Pirmasens (ab 1997 Landkreis Südwestpfalz) und wurde im selben Jahr der neugeschaffenen Verbandsgemeinde Wallhalben zugeordnet.
Seit 2014 gehört Biedershausen zur Verbandsgemeinde Thaleischweiler-Wallhalben, die durch Zusammenlegung der Verbandsgemeinden Thaleischweiler-Fröschen und Wallhalben entstand.

## Bevölkerung

### Einwohnerentwicklung
Die Entwicklung der Einwohnerzahl von Biedershausen, die Werte von 1871 bis 1987 beruhen auf Volkszählungen:
| Jahr | Einwohner |
| 1815 | 280       |
| 1835 | 259       |
| 1871 | 238       |
| 1905 | 220       |
| 1939 | 212       |
| 1950 | 245       |

| Jahr | Einwohner |
| 1961 | 223       |
| 1970 | 206       |
| 1987 | 221       |
| 1997 | 288       |
| 2005 | 275       |
| 2023 | 187       |

### Religion
Ende 2014 waren 39,8 % der Einwohner katholisch und 42,2 % evangelisch. Die übrigen gehörten einer anderen Religion an oder waren konfessionslos. Die Katholiken gehören zum Bistum Speyer, die Evangelischen zur Protestantischen Landeskirche Pfalz.

## Politik

### Gemeinderat
Der Gemeinderat in Biedershausen besteht aus sechs Ratsmitgliedern, die bei der Kommunalwahl am 9. Juni 2024 in einer Mehrheitswahl gewählt wurden, und dem ehrenamtlichen Ortsbürgermeister als Vorsitzendem.

### Bürgermeister
Christian Bühler wurde am 10. Juli 2019 Ortsbürgermeister von Biedershausen. Da bei der Direktwahl am 26. Mai 2019 kein Wahlvorschlag eingereicht wurde, oblag die Neuwahl des Bürgermeisters gemäß rheinland-pfälzischer Gemeindeordnung dem Rat, der sich auf seiner konstituierenden Sitzung einstimmig für Christian Bühler entschied. Auch bei der Direktwahl am 9. Juni 2024 wurde erneut kein Wahlvorschlag eingereicht. Christian Bühler wurde am 17. Juli 2024 durch den neu gewählten Gemeinderat für weitere fünf Jahre in seinem Amt bestätigt.
Sein Vorgänger Thomas Büffel hatte das Amt zehn Jahre ausgeübt und kandidierte 2019 nicht erneut als Ortsbürgermeister.

### Wappen
| Wappen von Biedershausen | Blasonierung: „Von Schwarz und Gold schräggeteilt, oben links ein rotbewehrter und -bezungter goldener Löwe, unten rechts ein linksgewendeter roter Pflug.“                 |
| Wappen von Biedershausen | Wappenbegründung: Das Wappen wurde 1981 von der Bezirksregierung Neustadt genehmigt und erinnert mit dem Pfälzer Löwen an die ehemalige Zugehörigkeit zu Pfalz-Zweibrücken. |

## Kultur und Sehenswürdigkeiten

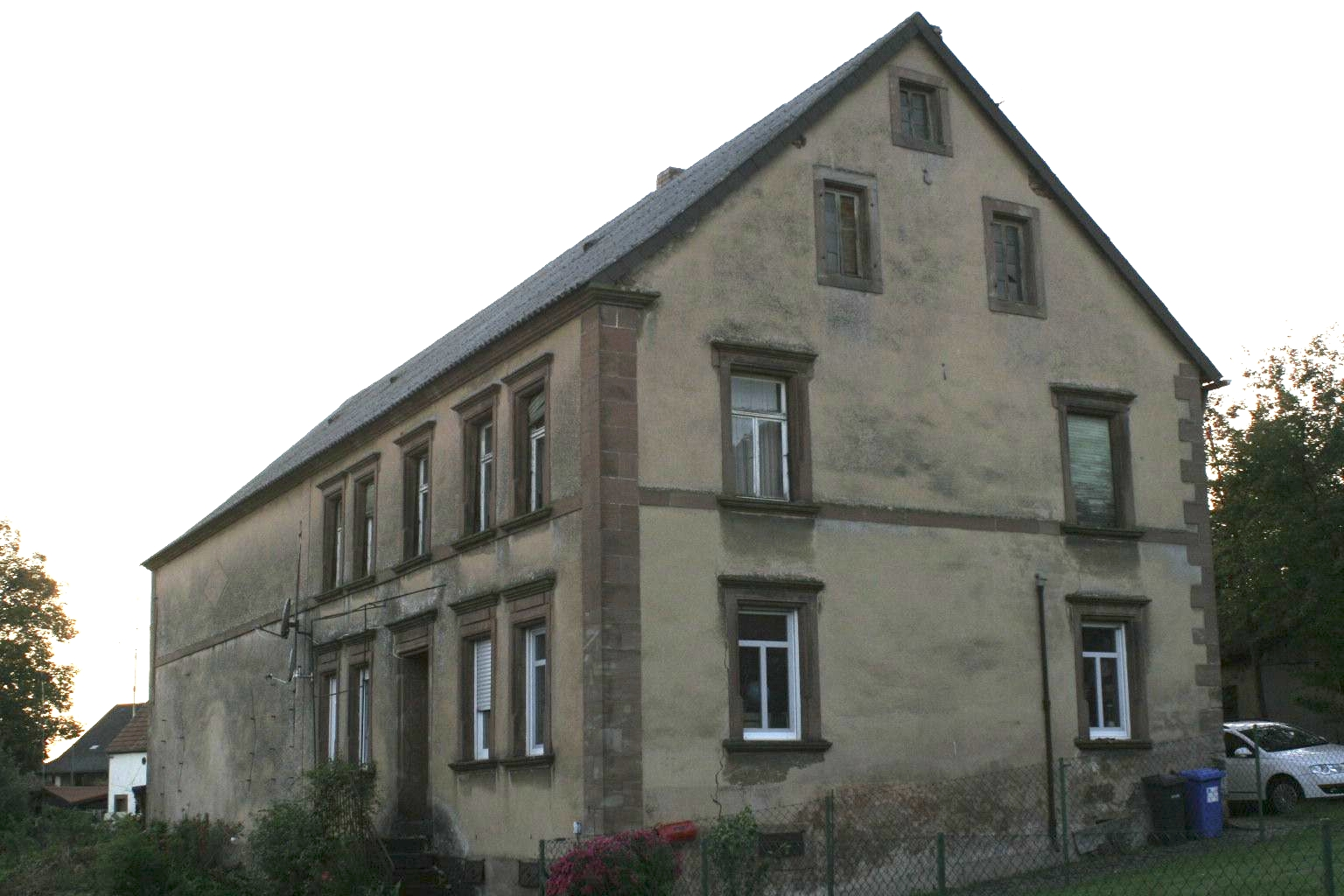
Denkmalgeschütztes Quereinhaus

### Kulturdenkmäler
Im Ort stehen drei Objekte unter Denkmalschutz.

### Vereine
Im Ort gibt es fünf Vereine: den Förderkreis Feuerwehr, den Förderkreis Männergesangverein, den Männergesangverein, den Landfrauenverein Krähenberg-Biedershausen sowie den Avalonorden des roten Drachen e. V.; letzterer hält außerdem Poitou-Esel.

## Verkehr
Der Öffentliche Personennahverkehr ist in den Verkehrsverbund Rhein-Neckar integriert. Der Nahverkehr war ab 2000 im Westpfalz-Verkehrsverbund (WVV) organisiert, der seit Sommer 2006 vollständig in den Verkehrsverbund Rhein-Neckar integriert ist.
Biedershausen ist über die untergeordnete Kreisstraße 68 zu erreichen, die in Richtung Norden führt und in die Landesstraße 467 mündet. Entlang der östlichen Gemarkungsgrenze verläuft die Landesstraße 466 und im Südosten die Landesstraße 469. Die A 6 verläuft etwa zehn Kilometer nördlich. In gleicher Entfernung ist im Osten die A 62.

## Persönlichkeiten

### Söhne und Töchter der Gemeinde
- Ludwig Boslet (1860–1951), Organist und Komponist

### Personen, die vor Ort gewirkt haben
- Alois Konrath (1895–1967),  bayerischer Offizier im Ersten Weltkrieg, sowie Freikorpskämpfer, danach Priester der Diözese Speyer und Verfolgter des NS-Regimes, hielt sich während der Endphase des Zweiten Weltkriegs einige Wochen in der Gemeinde auf.